# San Francisco 49ers 1967
La stagione 1967 dei San Francisco 49ers è stata la 17ª della franchigia nella National Football League. Con una delle due scelte del primo giro, la squadra scelse il quarterback vincitore dell'Heisman Trophy Steve Spurrier.

## Partite

### Stagione regolare
| Turno | Data       | Avversario             | Risultato | Pubblico |
| ----- | ---------- | ---------------------- | --------- | -------- |
| 1     | 17/9/1967  | at Minnesota Vikings   | V 27–21   | 39,638   |
| 2     | 24/9/1967  | Atlanta Falcons        | V 38–7    | 30,207   |
| 3     | 1/10/1967  | at Baltimore Colts     | S 41–7    | 60,238   |
| 4     | 8/10/1967  | at Los Angeles Rams    | V 27–24   | 60,424   |
| 5     | 15/10/1967 | at Philadelphia Eagles | V 28–27   | 60,825   |
| 6     | 22/10/1967 | New Orleans Saints     | V 27–13   | 34,285   |
| 7     | 29/10/1967 | Detroit Lions          | S 45–3    | 37,990   |
| 8     | 5/11/1967  | Los Angeles Rams       | S 17–7    | 53,194   |
| 9     | 12/11/1967 | at Washington Redskins | S 31–28   | 50,326   |
| 10    | 19/11/1967 | at Green Bay Packers   | S 26–9    | 50,861   |
| 11    | 26/11/1967 | Baltimore Colts        | S 26–9    | 44,815   |
| 12    | 3/12/1967  | Chicago Bears          | S 28–14   | 25,613   |
| 13    | 10/12/1967 | at Atlanta Falcons     | V 34–28   | 51,798   |
| 14    | 16/12/1967 | Dallas Cowboys         | V 24–16   | 27,182   |